# Slapsviging 3: Slappointment in Slapmarra
Slapsgiving 3: Slappointment in Slapmarra (o traducido como "Acción de bofetadas 3: bofetecimiento en Bofetamarra") es el decimocuarto episodio de la novena temporada de la serie de televisión de CBS How I Met Your Mother y el episodio 198 de la serie en general.

## Reparto
| - Josh Radnor como Ted Mosby. - Jason Segel como Marshall Eriksen. - Cobie Smulders como Robin Scherbatsky. - Neil Patrick Harris como Barney Stinson. - Alyson Hannigan como Lily Aldrin. - Cristin Milioti como La Madre. (ausente) - Bob Saget como Futuro Ted Mosby. (voz, no acreditado) | - Boyz II Men - Ellos mismos - Nazanin Boniadi - Nora - Stacy Keibler - Karina la camarera - April Bowlby - Meg - Katie Walder - Shannon - Eva Amurri - Shelly - Joe Nieves - Carl |

## Trama
Recogiendo de donde «Bass Player Wanted» había quedado, a la 1:00 a. m. el domingo, 17 horas antes de la boda, Marshall está a punto de abofetear Barney (visto en cámara lenta y con música de Carmina Burana) cuando Futuro Ted dice que hay una historia particular a esta bofetada. Unas semanas antes en el bar MacLaren's, Marshall le cuenta a Barney que quiere que la siguiente bofetada de la apuesta de bofetadas sea tan doloroso como sea humanamente posible. Barney responde que ahora es inmune a todos los tormentos de Marshall.
Marshall procede a decirle a Barney que fue a buscar «entrenamiento especial» para la siguiente bofetada, que él describe que pasará en algún momento en el futuro, bajo un árbol de sauce, cerca de varias mujeres y un tigre. Primero, él aprendió de un niño en un centro de entrenamiento en artes marciales de la existencia de la llamada «bofetada de un millón de soles explotando», y que necesitaba visitar a tres maestros para aprender esta habilidad. Viajó a Shanghái durante un año para aprender el componente de la «velocidad» de «la cruel tutela de Pájaro Rojo», a la supuesta Montaña Bofetada (una montaña en China con forma de una mano) para aprender el componente de la «fuerza» de «la castigadora erudición de Flor Blanca» y a Cleveland (la ciudad equivalente a ser abofeteado en la cara) para aprender el componente de la «precisión» de «la enseñanza del Calígrafo».
El entrenamiento de Pájaro Rojo (que se parece a Robin) incluye practicar con un legendario «árbol abofeteador», un árbol que abofetea con sus ramas. Flor Blanca (que se parece a Lily) instruye a Marshall a que sea abofeteado por varias de las conquistas anteriores de Barney, para que así pueda aprovechar la ira de ellas para que le diera la fuerza para su bofetada. Sin embargo, al visitar al Calígrafo (que se parece a Ted), Marshall intentó salvarlo de asfixiarse dándole palmadas en la espalda, pero sin aprender precisión todavía, golpeó accidentalmente el corazón del Calígrafo fuera de él. Por lo tanto, Marshall termina su historia a Barney quejándose de que nunca llegó a terminar su entrenamiento.
De vuelta al fin de semana de la boda, Barney corre hacia el bosque en pánico justo antes de que la mano de Marshall haga contacto con su cara. Se encuentra debajo de un árbol de sauce, cerca de varias mujeres que están haciendo una pancarta con la imagen de un tigre. El grupo finalmente lo alcanza, y Marshall le dice a Barney que el Calígrafo en realidad le enseñó el secreto de la precisión mientras moría en el suelo, y que su formación está completa. Barney dice que también está listo, y Marshall abofetea a Barney (visto en cámara lenta).
En la escena final, Boyz II Men cantan la canción «You Just Got Slapped». Marshall le recuerda a Barney que existe una bofetada restante en la apuesta de bofetadas.

## Música
- «O Fortuna» – Carmina Burana de Carl Orff.
- «Adagio para cuerdas» – Samuel Barber.
- «You Just Got Slapped» – Marshall Eriksen (cantada por Boyz II Men). El supervisor musical Andy Gowan ha dicho que esta canción es uno de sus mejores 10 momentos musicales del show.[1]

## Blog de Barney
Barney se queja otra vez de la parcialidad de Lily como Comisionada de la apuesta de bofetadas en su petición a la Corte de Bofetapelaciones del Quinto Circuito.